# Megan Shackleton
Megan Shackleton (nascida em 21 de março de 1999) é uma jogadora de ténis de mesa paraolímpica britânica. Ela ganhou o bronze na equipe feminina - classe 4-5 nos Jogos Paralímpicos de Verão de 2020, em Tóquio.